# Museu de la Moto de Barcelona
El Museu de la Moto de Barcelona fou un museu de titularitat privada que tingué activitat entre el 2011 i el 2017. Amb seu al número 10 del carrer de la Palla de Barcelona, en ple Barri Gòtic, estava dedicat a la mostra de motocicletes d'èpoques diverses, procedents de donacions o cessions de particulars i del fons museístic del Museu de la Moto de Bassella (propietat també de la Fundació Mario Soler, l'entitat gestora del museu de Barcelona).
El museu disposava d'unes instal·lacions preparades per a hostatjar-hi cicles de conferències, taules rodones, presentacions i altres activitats vinculades amb el motociclisme i la ciutat de Barcelona. Hi havia també una botiga amb productes relacionats amb el món de la motocicleta, entre els quals una àmplia oferta de llibres especialitzats.

## Història

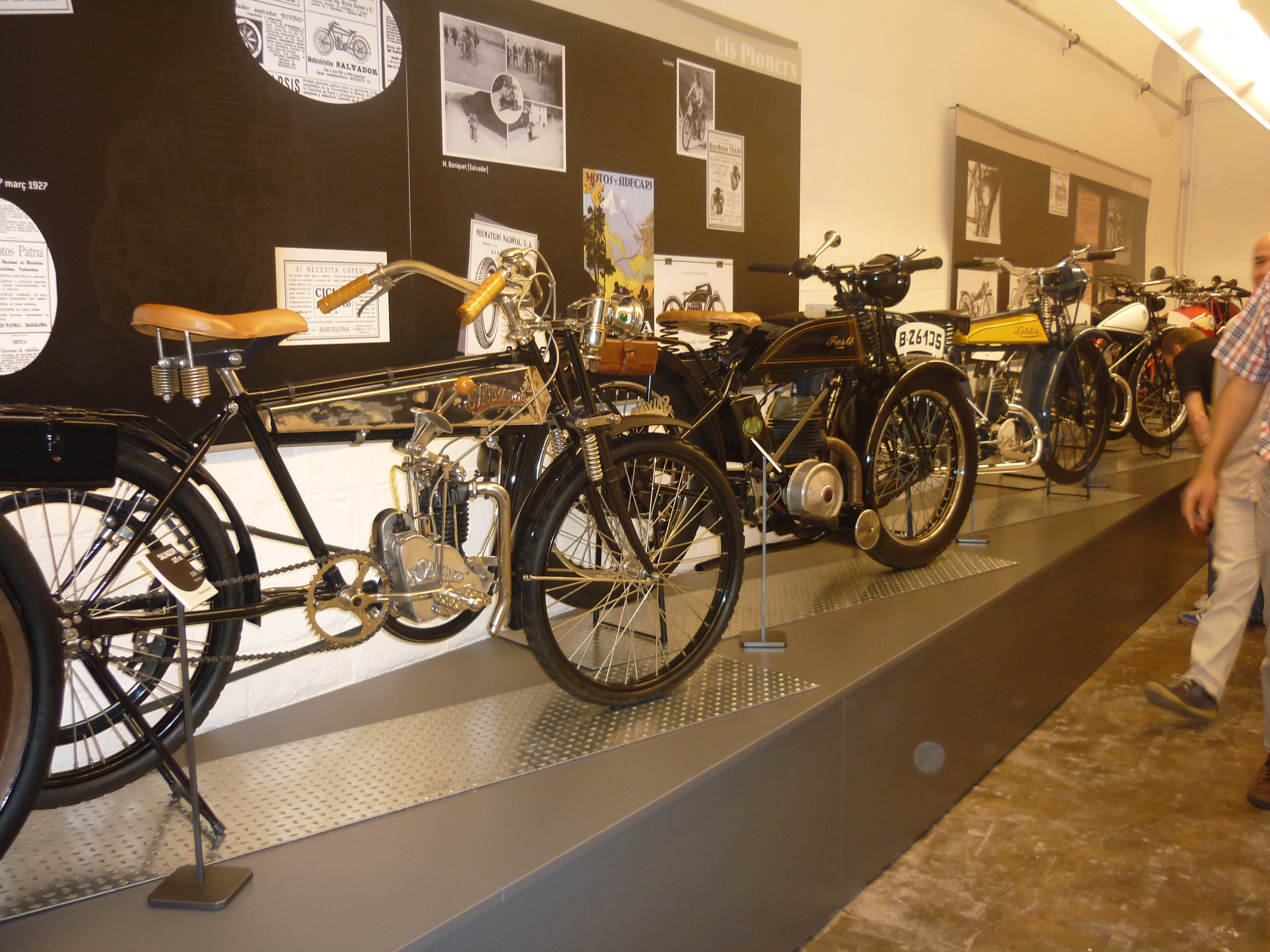
Vista de l'espai de motos antigues

Museu inaugurat l'onze de maig de 2011 per la família Soler de Bassella, situat als baixos de l'antic convent de Sant Felip Neri, a la plaça del mateix nom. El lloc, conegut també com a Convent dels felipons, fou en el seu moment oratori d'Antoni Gaudí i es rehabilità, després d'anys en desús, tot mantenint-ne els elements arquitectònics originals. El museu cessà la seva activitat el 3 d'octubre de 2017 i traslladà tot el seu fons a l'altre museu familiar, el de Bassella.

## Col·leccions
El museu, a banda d'acollir una col·lecció permanent, organitzava exposicions temàtiques temporals. La primera, que es mantingué fins al juliol de 2012, s'anomenà «La moto catalana (1905-2010): història d'una indústria capdavantera» i, un cop acabada, en restà una part representativa al museu convertida en exposició permanent. Aquesta exposició, renovada sovint, comptava amb unitats de gran valor museístic, com ara un dels pocs exemplars de Villalbí que es conserven (datat el 1904), la primera motocicleta que construí Miquel Simó (1924), una de les tres Montesa que participaren en l'Operació Impala (1962) o una de les primeres Bultaco Alpina de la Creu Roja (1971), entre d'altres.
Com a complement, hi havia abundants mostres d'elements d'indústria auxiliar, accessoris, equipaments i premsa esportiva.

## Espais
El museu s'estructurava en dues àrees principals: una gran sala interior (on s'exposaven els models més actuals o coneguts, així com el conjunt principal de les exposicions temporals) i un llarg corredor que l'envoltava, on s'ordenaven cronològicament els models més antics. A banda, hi havia altres sales amb nombrosos exemplars i una aula de projeccions, on s'emetien pel·lícules i documentals relacionats amb la història del motociclisme català.

## Exposicions temporals
El museu acollí les següents exposicions temporals:
1. La moto catalana (1905-2010): història d'una indústria capdavantera (maig 2011 - juliol 2012).
2. Les 24 Hores de Montjuïc (juliol 2012 - setembre 2013).
3. Motos úniques i singulars (setembre 2013 - setembre 2014).
4. Bultaco. Motos de llegenda (novembre 2014 - febrer 2016).
5. Scooters. Un segle de moto urbana (març 2016 - març 2017).
6. La moto catalana avui (maig 2017 - setembre 2017).

### La moto catalana (1905-2010)
Organitzada entre el maig del 2011 i el juliol del 2012. Fou la primera exposició del Museu i, per tant, coincidí amb la seva inauguració. La mostra aplegava 70 motocicletes representatives de fabricants catalans històrics, des de models de sèrie fins a models de competició de totes les especialitats (velocitat, trial, enduro i motocròs), juntament amb prototipus i exemplars únics. D'aquests darrers, en destacaven per exemple la JJ Cobas amb què Àlex Crivillé guanyà el Campionat del Món de 125cc de 1989, o la Gas Gas Contact JT 250cc amb què Jordi Tarrés guanyà el Campionat del Món de trial de 1993. Hi havia també unitats inèdites com ara la Gubern de 1955 i la Mavisa de 1957.
Amb motiu d'aquesta primera exposició temporal, els diferents espais del museu s'organitzaren així:

#### Sala central
Tot al voltant de la sala s'hi exposaven les marques més conegudes i reeixides esportivament de la història de la motocicleta catalana:
- Montesa: Hi havia un exemplar del primer model fabricat per la marca, l'A-45 de 1945, juntament amb sengles Impala, Cappra GP i Cota 247.
- Sanglas: Un exponent de 1949 del primer model de la marca, juntament amb dues motocicletes de cossos policials catalans.
- Bultaco: A banda d'una Metralla de carretera, hi havia models primerencs de Lobito, Pursang i Sherpa T.
- OSSA: Completa mostra, que abastava des d'una antiga 125 de 1951 fins a la innovadora Yankee 500, passant per les mítiques MAR i Enduro 250.
- Derbi: D'entre els diversos models exposats, en destacaven una antiga 95 de 1954 i una RAN 50cc de Gran Premi.
- Mototrans: Un parell d'exemples de les seves famoses motocicletes de carretera, dotades de motor de quatre temps.

Al bell mig de la sala hi havia un espai dedicat a la marca figuerenca Rieju, encara activa, juntament amb diversos models de competició singulars: al costat de les ja esmentades Gas Gas i JJ Cobas s'hi podien veure sengles models de trial desenvolupats per Beta Trueba i per Sherco, o un prototipus Arisco de velocitat de 250cc.

#### Resta de sales
- Els pioners (1905-1936): Les primeres motos catalanes: Villalbí, Lutètia (concretament, es mostra una Super Sport de 175cc), Fusté, Simó, Alpha, etc.
- Anys 40-60: Mostra dels nombrosos fabricants que tingueren activitat durant aquella època, al costat d'alguns projectes que no arribaren a la producció en sèrie.
- Off road: Models de fora d'asfalt de fabricants no tan coneguts de la dècada dels 80: Mecatecno, JP i Merlin de trial, Anvian de motocròs i sengles ARM i Alfer d'enduro.

#### Exposició permanent
Un cop acabada aquesta exposició se'n mantingué una selecció de les principals unitats, conformant el cos principal de l'exposició permanent que s'hi podia contemplar tot l'any (amb el mateix títol que aquesta). L'exposició permanent, a més, s'anava renovant constantment amb nous exemplars i canvis diversos.

### Les 24 Hores de Montjuïc
Organitzada entre el juliol del 2012 i el setembre del 2013. Es tractava d'una exposició monogràfica dedicada a les 24 Hores de Montjuïc amb una gran diversitat de models històrics que havien participat en la cursa, des de les primeres edicions en la dècada de 1950 fins a les darreres a la de 1980. A la sala central del museu hi havia una selecció de models guanyadors de la cursa al llarg de la seva història.
S'hi podia contemplar també nombrós material relacionat amb la cursa, des de medalles, trofeus, reculls de premsa i cartells de la prova fins a granotes i equipament divers emprat pels pilots i equips participants.

### Motos úniques i singulars
Organitzada entre el setembre del 2013 i el setembre del 2014. La mostra acollia una selecció de motocicletes de gran singularitat, ja siguin prototipus inèdits com ara la Mymsa Experimental de 1955, peces úniques com l'OSSA monocasc de Santiago Herrero, motocicletes destinades a esports poc coneguts com ara el sidecar trial o el motoball o bé realitzacions experimentals.

### Bultaco. Motos de llegenda
Organitzada inicialment entre el novembre del 2014 i el novembre del 2015, finalment s'allargà fins al febrer del 2016. La mostra acollia una selecció de motocicletes representatives de la històrica Bultaco, així com un prototipus de motocicleta elèctrica de la nova empresa Bultaco Motors.

### Scooters. Un segle de moto urbana
Organitzada entre el març del 2016 i el març del 2017. La mostra acollia una selecció de 30 models d'escúter, des dels primers de començaments del segle xx fins als moderns models elèctrics.

### La moto catalana avui
Organitzada entre el maig i el setembre del 2017. La mostra reflectia les darreres novetats de la indústria motociclista catalana.